# Katia Winter
Pour les articles homonymes, voir Winter.
Katia Winter est une actrice, scénariste et productrice suédoise, née le 13 octobre 1983 à Stockholm, en Suède. Elle est essentiellement connue dans le monde pour le rôle de Nadia dans Dexter et Katrina Crane dans Sleepy Hollow.

## Biographie
Katia Winter naît en Suède, puis sa famille déménage en Grande-Bretagne. Habitant Londres, elle commence une carrière d'actrice en apparaissant dans des courts métrages puis des séries télévisées britanniques. En 2011, elle s'installe aux Etats-Unis et elle joue d'abord dans le film Arena aux côtés de Samuel L. Jackson et Kellan Lutz. Alternant des rôles au cinéma et à la télévision, elle obtient une plus grande visibilité en 2012 en apparaissant dans un épisode de la série la plus regardée d'Amérique : NCIS : Enquêtes spéciales. Dès lors elle devient une habituée du petit écran et elle obtient notamment un rôle récurrent dans la saison 7 de la série Dexter. En 2013, elle est choisie pour incarner Katrina Crane, l'un des principaux personnages de la série de la FOX Sleepy Hollow, qui dure jusqu'en 2015. En 2019, elle joue l'un des rôles principaux dans la première saison de la série Blood & Treasure.

### Vie privée
Elle a été mariée avec Jesse Glick, dont elle a ensuite divorcé.

## Filmographie
Sauf indication contraire, les informations mentionnées dans cette section peuvent être confirmées par la base de données cinématographiques IMDb,  présente dans la section « Liens externes ».

### Séries télévisées
- 2005 : Dubplate Drama, saison 2 : Scarlet (rôle récurrent)
- 2009 : Inspecteur Lewis, saison 3, épisode 1 : Marina Hartner
- 2012 : NCIS : Enquêtes spéciales, saison 9, épisode 17 : Ava Baransky
- 2012 : Dexter, saison 7 : Nadia (rôle récurrent)
- 2013-2015 : Sleepy Hollow : Katrina Crane (rôle principal)
- 2017-2018 : Legends of Tomorrow, saison 3 : Freydis Eiriksdottir (2 episodes)
- 2019 : Blood & Treasure, saison 1 : Gwen Karlsson (rôle principal)

### Cinéma
- 2005 : Stockholm Boogie de John Lindgren : la fêtarde
- 2005 : Storm de Måns Mårlind : Barflicka
- 2007 : Night Junkies de Lawrence Pearce : Ruby Stone
- 2007 : The Seer de Luigi Desole : Ada
- 2009 : London Nights (Unmade Beds) d'Alexis Dos Santos : Hannah
- 2009 : Malice in Wonderland de Simon Fellows : Swede
- 2010 : The Symmetry of Love de Aitor Gaizka : Angie
- 2010 : Anaphylaxis de Ayman Mokhtar : La poétesse
- 2011 : Everywhere and Nowhere de Menhaj Huda : Bella
- 2011 : Arena de Jonah Loop : Milla
- 2012 : Love Sick Love de Christian Charles : Dori
- 2013 : Fedz de Q : Alessandra Ragnfrid
- 2013 : Banshee Chapter de Blair Erickson : Anne Roland
- 2014 : Luna de Dave McKean : Amber
- 2015 : Knight of Cups de Terrence Malick : Katia
- 2017 : Négatif (Negative) de Joshua Caldwell (en) : Natalie
- 2022 : Le Jour où j'ai décidé de me prendre en main (Året jag slutade prestera och började onanera) d'Erika Wasserman : Hanna